# Écozone paléarctique : plantes à graines par nom scientifique (Y)

## Yu

### Yuc
- Yucca - fam. Agavacées
  - Yucca aloifolia - Yucca à fleurs
  - Yucca angustifolia - Yucca à feuille étroite
  - Yucca elephantipes - Yucca éléphant
  - Yucca filamentosa - Yucca filamenteux
  - Yucca flaccida
  - Yucca glauca - Yucca glauque
  - Yucca gloriosa
  - Yucca karlsruhensis - Yucca de Karlsruhe

### Yus
- Yushania
  - Yushiana anceps
  - Yushania chungii
  - Yushania brevipaniculata
  - Yushania fungosa
  - Yushania jaunsarensis
  - Yushania maculata
  - Yushiana shungii